# Zo d'Axa
Alphonse Gallaud de la Pérouse, mest känd som Zo d'Axa (franskt uttal: [zo daksa]), född 28 maj 1864 i Paris, död 30 augusti 1930 i Marseille, var en fransk äventyrare, arbetskritiker, antimilitarist, satiriker, journalist och grundaren av två franska tidskrifter, L'Endehors och La Feuille. Vidare var Zo d'Axa en av de mest tongivande franska individualistiska anarkisterna runt sekelskiftet.

## Biografi
d'Axa föddes i en välbeställd familj. Han var släkt med den kända franska navigatören Jean-François de Galaup, comte de La Pérouse.
Han var elev vid Collège Chaptal och kom så småningom in på Saint-Cyrs militärakademi. Han skrev in sig som soldat och begav sig av till Afrika, men äventyret var knappast vad han hade tänkt sig. Han deserterade till slut med en generals fru.
I resten av sitt liv var han en stark anti-militarist, och demonstrerade vid varje tillfälle solidaritet med militära institutioners offer. Som flykting i Belgien blev han journalist för Nouvelles du Jour, men det stillasittande livet passade honom inte, så han reste till Schweiz och sedan vidare till Italien, där han ägnade sig åt förförelse av lokala kvinnor.. Han fick sedan amnesti 1889, och återvände då till Paris.